# Saint-Georges-de-Reneins

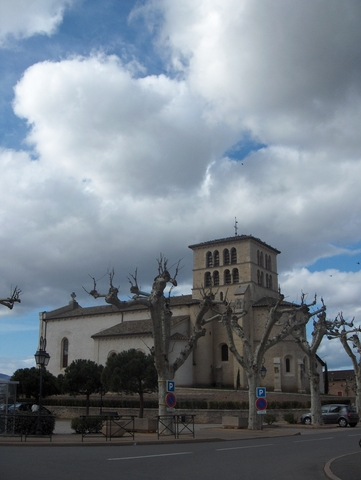
Kościół w Saint-Georges-de-Reneins, 2007

Saint-Georges-de-Reneins – miejscowość i gmina we Francji, w regionie Owernia-Rodan-Alpy, w departamencie Rodan.
Według danych na rok 1990 gminę zamieszkiwało 3509 osób, a gęstość zaludnienia wynosiła 128 osób/km² (wśród 2880 gmin regionu Rodan-Alpy Saint-Georges-de-Reneins plasuje się na 253. miejscu pod względem liczby ludności, natomiast pod względem powierzchni na miejscu 275.).